# دریای ملوک

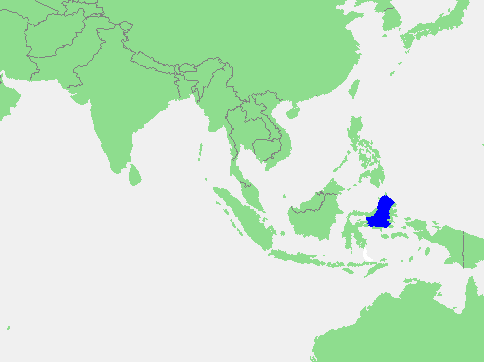
دریای ملوک به رنگ آبی مشخص شده است

دریای ملوک (اندونزیایی: Laut Maluku) بخشی از آب‌های غرب اقیانوس آرام است که به جزایر اندونزیایی سلبس در غرب، هالماهرا در شرق و سولا در جنوب محدود می‌شود. مساحت این دریا ۲۰۰ هزار کیلومتر مربع بوده و در جنوب شرقی به دریای سرام، در جنوب به دریای باندا و از طریق تنگه ملوک در شمال شرقی خود به آب‌های آزاد اقیانوس آرام می‌پیوندد. بستر دریای ملوک خود به سه منطقه تقسیم می‌شود تا آب‌های عمیق اقیانوس آرام را به دریاهای کوچکتر هدایت نماید. با این حال آب‌های عمیق دریای ملوک به دلیل وجود گرداب لیفاماتولا نمی‌تواند وارد دریای سرام یا دریای باندا شود.
تاب‌برداشتن پوسته و بروز زلزله معمولاً در این ناحیه از اقیانوس آرام اتفاق می‌افتد.